# 過度消耗

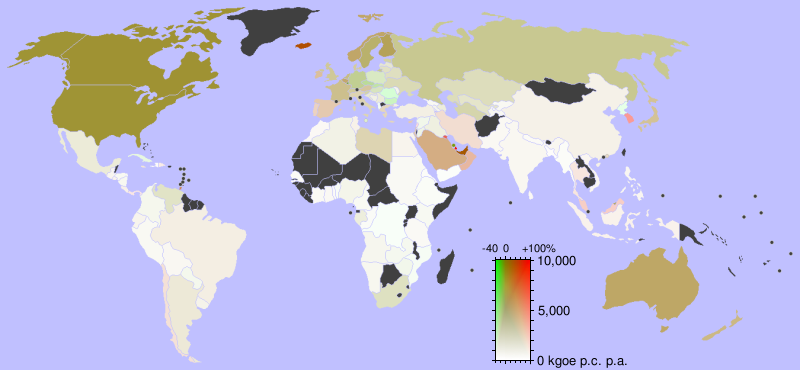
世界能源消耗

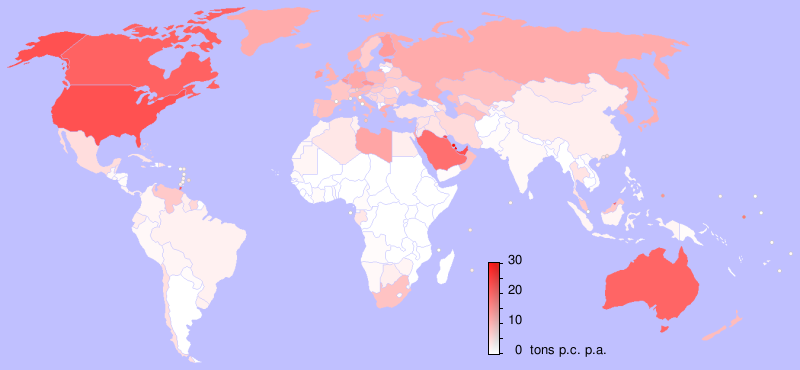
CO_{2} 人均排放量

過度消耗是指某消耗模式對於資源的使用已超過了所處生態系統的可持續能力。一個長期的過度消耗模式必然導致環境退化和資源基地的最終損失。目前，發達國家的資源消耗速度是發展中世界的32倍。在微观经济学理论框架下，该节点反映出消费者所承担的边际成本已超过其获取的边际效用。“过度消费”这一概念具有显著的争议性，学界尚未形成统一且明确的定义 。当该术语用于描述对环境产生负面影响的自然资源时，其含义与“过度开发”一致。但从更宽泛的经济学视角来看，“过度消费”涵盖各类商品与服务，既包括人工制造的产品，也包括无形的服务。例如，过量饮酒会引发酒精中毒，这便是过度消费在生活场景中的体现。
当前，全球经济体系中的多种因素推动着过度消费现象的蔓延，消费主义盛行、计划性淘汰策略、经济物质主义观念，以及其他不可持续的商业模式等，都在其中发挥作用。这一概念与可持续消费理念形成鲜明对照。
界定何为“超量消耗”自然资源存在诸多挑战，由于判定一个系统的可持续承载能力，需综合考量众多变量。系统的总承载容量在区域和全球层面各有不同，这意味着特定区域对某些资源的消耗水平可能高于其他地区——因其资源更为丰富，在该区域的消耗暂未触及过度消耗的界限。不过，任何地区或生态系统中，长期的过度消耗模式都极有可能导致自然资源锐减，进而引发环境退化。但需注意，上述解释仅适用于“过度消耗”在环境影响范畴的定义。从经济学视角来看，当消费者的边际成本与边际效用相等时，便达到了关键节点。依据戈森效用递减定律，一旦达到这一临界点，消费者会意识到，继续消费或购买额外物品所付出的成本，无法匹配其从中获取的效用（即商品带来的愉悦感或满足感），这种状态显然不利于消费者自身的福祉提升 。
从环境层面来看，过度消费议题常与人口规模、人口增长及人类发展状况紧密关联。随着人口数量增加，人们对更高生活质量的追求促使资源开采需求攀升，进而引发一系列环境恶化问题，诸如气候变化加剧、生物多样性锐减等。当下，“发达国家”居民凭借较高财富水平，其资源消耗速度约为发展中国家居民的32倍 。尽管这些国家的人口仅占全球79亿总人口的小部分，却在资源消耗上占据极大比重。不过，发展中国家正逐步成长为极具潜力的消费市场。随着经济快速发展，这些国家民众的购买力不断提升。据预测，到2030年，南半球（涵盖亚洲、美洲和非洲的城市地区）的消费增长预计将占据全球消费增长总量的56% 。这预示着，若当前发展态势持续，发展中国家在全球消费格局中的占比将显著上升，而发达国家的消费增速则可能趋于平稳。在此背景下，联合国可持续发展目标12“负责任的消费和生产”，成为国际社会应对过度消费问题、推动可持续发展的核心政策指引。该目标致力于引导全球消费与生产模式的转型，从而有效缓解过度消费对经济、社会和环境造成的负面影响。

## 原因

### 经济增长
经济增长常被视作过度消费的重要诱因，因为持续扩张的经济体系需要不断叠加的资源投入以维系增长态势。以中国为例，这一现象体现得尤为明显。自1978年起，中国国内生产总值实现了飞跃式增长，与此同时，能源消耗也攀升至原有水平的6倍。到1983年，中国的资源消费量已超出其自然资源的生态承载能力，显现出过度消费的特征。在过去三四十年间，中国的环境污染加剧、土地退化以及不可再生资源加速枯竭，这些问题与亮眼的经济增长轨迹几乎同步出现。不过，其他处于快速发展阶段的国家是否会重蹈覆辙，呈现相似的资源过度消耗趋势，目前仍未可知。
世界观察研究所指出，中国、印度凭借蓬勃发展的经济，与美国一同成为影响全球生物圈的三大关键力量。《2005年世界状况》报告显示，中印两国快速的经济增长背后，环境污染问题日益严峻。报告强调，地球的生态承载能力有限，难以以可持续的方式，同时满足中国、印度、日本、欧洲、美国以及世界其他地区的发展诉求。
近年来，全球环境危机日益严峻，人类发展与生态保护之间的矛盾愈发凸显。2019年，一个具有标志性意义的事件引发广泛关注：来自150多个国家的11,000名科学家共同签署了一份气候危机警告声明，直指经济增长是“材料过度开采与生态系统过度开发”的核心驱动力，明确提出必须迅速采取行动加以遏制，才能确保生物圈的长期可持续性。几乎在同一时期，联合国生物多样性和生态系统服务政府间科学政策平台发布的《生物多样性和生态系统服务全球评估报告》，同样传递出令人警醒的信息。报告指出，由于人类活动的影响，多达100万种动植物正面临灭绝风险。该报告进一步强调，推动全球金融与经济体系的变革，摆脱现有的有限经济增长模式，构建全球可持续经济体系，是实现可持续未来的关键所在。这些研究和报告，为我们敲响了警钟，也促使我们重新审视经济发展与生态保护的关系。
与此同时，全球化进程加速了资源的过度消耗。在全球产业分工体系下，发展中经济体逐渐成为富裕国家的制造基地。这种模式实质上造成了污染与资源枯竭问题的“跨境转移”——发达国家享受着消费带来的便利与红利，而生产环节所引发的生态破坏却在其他地区不断累积。
科罗拉多州立大学全球环境可持续发展学院哲学教授菲利普·卡法罗于2022年指出，科学界已达成广泛共识：人类正站在重大物种灭绝事件的边缘，而“快速扩张的人类经济”正是这一危机的核心推手。这一论断深刻揭示了经济发展模式与生态危机之间的内在关联，为全球可持续发展敲响了警钟。
尽管技术常被视作解决资源问题的关键路径，但颇具悖论意味的是，它有时反而会加剧资源消耗。根据杰文斯悖论，能源效率的提升并不会降低能源需求，反而会促使能源总消耗量上升。以中国为例，尽管在可再生能源领域投入巨大，但受经济持续扩张影响，整体能源需求依然保持增长态势，一定程度上削弱了可持续发展带来的积极效益。在文化层面，经济增长促使物质主义与消费主义盛行，将消费能力等同于成功标准，进一步刺激了过度消费行为。铺天盖地的广告宣传、计划性淘汰的商业策略，以及快速更迭的经济周期，不断推动消费升级，使得扭转不可持续的资源利用模式面临重重挑战。

### 消费主义
消费主义作为一种社会经济范式，持续推动人们不断购置更多的商品与服务。在全球范围内，人们的消费活动覆盖了极为广泛的领域，涉及食品饮料、服装鞋履、住房、能源、科技产品、交通出行、教育、医疗保健、个人护理，以及金融服务、公共事业等多个方面。从本质上来说，消费主义不仅意味着对非生活必需商品的大量采购，还包含着一种价值体系——这种体系将消费行为置于个人和社会价值评判的重要位置 。一旦生产这些商品与服务所需的资源消耗超出合理限度，便构成了过度消费。
第三世界国家，此处称为“发展中国家”，具有某些一般特征，例如人均经济结构相对较低、农业和畜牧业职业集中、城市化水平高、人口增长率高和教育水平低。尽管发展中国家消费者的社会文化环境各不相同，但他们面临着类似的经济问题。社会经济环境是过渡性的，一端是自给自足的消费者，另一端是具有购买力的城市精英，他们可以享受西方的生活方式。
随着发展中国家的消费阶层快速崛起，这些国家所呈现的发展趋势尤为引人关注。其中，中国在20世纪70年代后期推行的经济改革堪称典型范例。彼时，长期处于经济孤立状态的中国开始向外国投资敞开大门。部分观点认为，这场经济变革的走向在很大程度上受国外消费经济模式的影响。也有观点聚焦于中国本土市场的自主发展进程。无论争议焦点如何，中国经济、政治与社会领域向消费主义转型的现象，已引发各界的高度关切与深入探讨。
世界银行的数据表明，食品、饮料、服装与鞋类在消费领域始终占据着重要地位，这一情况不受消费者收入水平的制约。截至2015年，从全球范围来看，美国、日本、德国、中国和法国位列前五大消费市场 。
在剖析消费品过度消费现象时，计划报废与感知报废是两个不容忽视的关键因素。计划报废指的是企业在产品设计阶段，便将使用寿命设定为较短周期，促使产品在使用一段时间后即被废弃。而感知报废则在时尚与科技行业尤为盛行，企业通过频繁推出新产品、新系列，人为制造产品过时的氛围，诱导消费者定期更换商品。其中，频繁迭代的技术产品与时尚系列，本质上便是营销手段催生的感知报废；而那些刻意设计为使用一定期限后损坏的商品，则属于计划报废的典型。这种模式形成了恶性循环，消费者往往被迫持续更换产品，由此产生了大量电子废物等垃圾，给环境带来沉重负担。

### 富裕
若要实现社会与环境的可持续发展，必须突破单纯追求经济增长的固有范式。这不仅需要减少超级富裕阶层的过度消费行为，更要摒弃仅对消费模式进行“绿色化”改良的表面做法。在实现路径上，存在两类不同方向的探索：一方面，可在资本主义体系内推行改革性政策，比如通过税收机制（尤其是生态税）实现财富再分配、加大绿色领域投资力度、实施基本收入保障制度以缩短工作时长；另一方面，则可尝试更为激进的方式，如借鉴去增长理论、生态社会主义或生态无政府主义理念，这类方案往往强调需要突破资本主义制度以及当前的集权国家治理模式 ，从根本上重塑社会经济秩序。
换而言之，财富高度集中赋予了富裕阶层影响政策制定的权力，他们倾向于维持以消费为主导的经济模式，这在无形中阻碍了系统性变革的推进。乐施会与斯德哥尔摩环境研究所（SEI）2020年联合发布的报告显示，全球收入前10%的群体所产生的碳排放量，占全球总量的一半以上；而最富有的1%人口，其碳排放量更是底层50%人口总和的两倍有余。尽管绿色技术被视为解决环境问题的重要途径，但杰文斯悖论指出，能源效率的提升往往不会降低总消耗量，反而会导致其增加。由此可见，要扭转因富裕阶层驱动的过度消费局面，需采取针对性措施：对高碳排放活动征收累进税，严格管控奢侈品生产与消费环节的碳排放，同时推动经济重心从单纯追求GDP增长，转向可持续发展目标。

## 效果

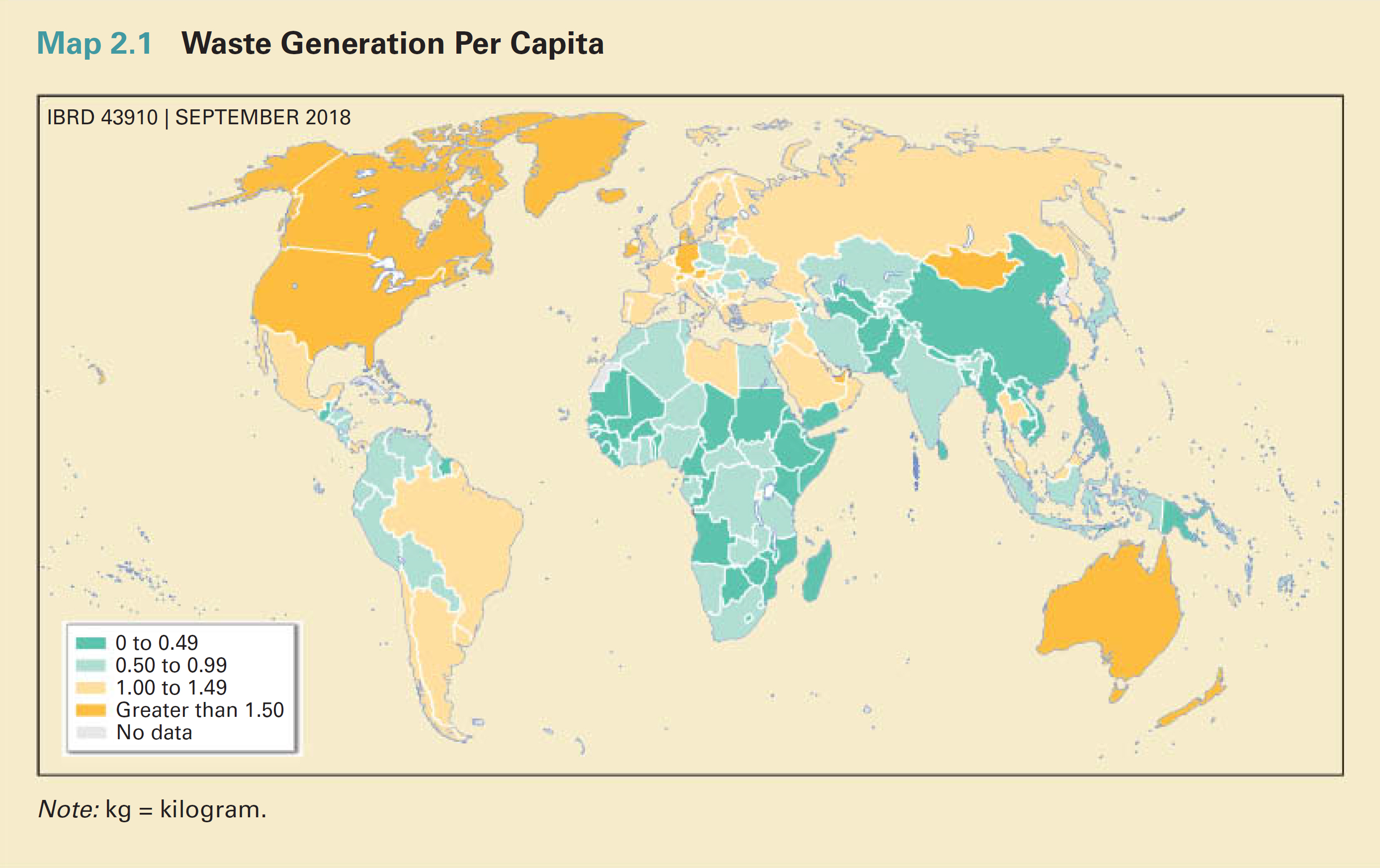
废物产生量（以每人每天的公斤数计算）

过度消费带来的一个根本性后果，是地球承载能力的显著下降。不可持续的过度消耗行为，会使资源使用量超出环境的长期承受极限（即生态超调），进而引发资源加速枯竭、环境持续恶化以及生态系统健康状况急剧下滑。2020年，一支跨国科学家团队发布的研究明确指出，过度消费已成为可持续发展面临的最大威胁。该研究强调，若要化解生态危机，必须对现有生活方式进行彻底变革。研究作者之一朱莉娅·斯坦伯格指出：“为抵御不断加剧的气候危机，我们需着力缩小社会不平等差距，同时反思‘财富及拥有财富者必然为善’这一根深蒂固的观念。”这项研究成果在世界经济论坛网站发布后，论坛主席克劳斯·施瓦布教授随即呼吁进行“资本主义的大重置”，期望借此推动经济模式向更可持续的方向转型。
2020年，《科学报告》刊载的一项研究发出严峻警示：倘若未来数十年间，人类仍维持当前的消费速率，极有可能走向完全或近乎灭绝的命运。该研究指出，相较于全球战争、自然灾害这类突发性暴力事件，地球资源的缓慢耗竭虽不易即刻引发警觉，实则同样是危及人类文明存续的致命威胁。为扭转这一危机，研究呼吁人类社会亟需实现深刻转型，从以经济为主导的发展模式迈向“文化社会”。在这一理想社会形态中，生态系统的整体利益将被置于优先地位，尽管这可能与个体短期利益存在冲突，却从长远来看契合人类社会的共同福祉 。

全球男性肥胖患病率（2008 年）——颜色越深，表示男性肥胖比例越高。

现代社会中大规模的过度消费行为，正不断加剧经济衰退风险与金融体系的不稳定性。关于过度消费与社会结构的关系，学界存在不同观点：部分学者认为过度消费催生了“超阶级”现象，然而也有观点对此持否定态度，质疑过度消费在加剧阶级不平等方面的实际影响。此外，人口增长、社会发展进程以及贫困问题与过度消费之间存在着千丝万缕的联系，它们彼此交织、相互作用，形成极为复杂的关系网络。正是这种错综复杂的关联，使得准确界定消费行为在经济不平等中所扮演的角色变得尤为困难。

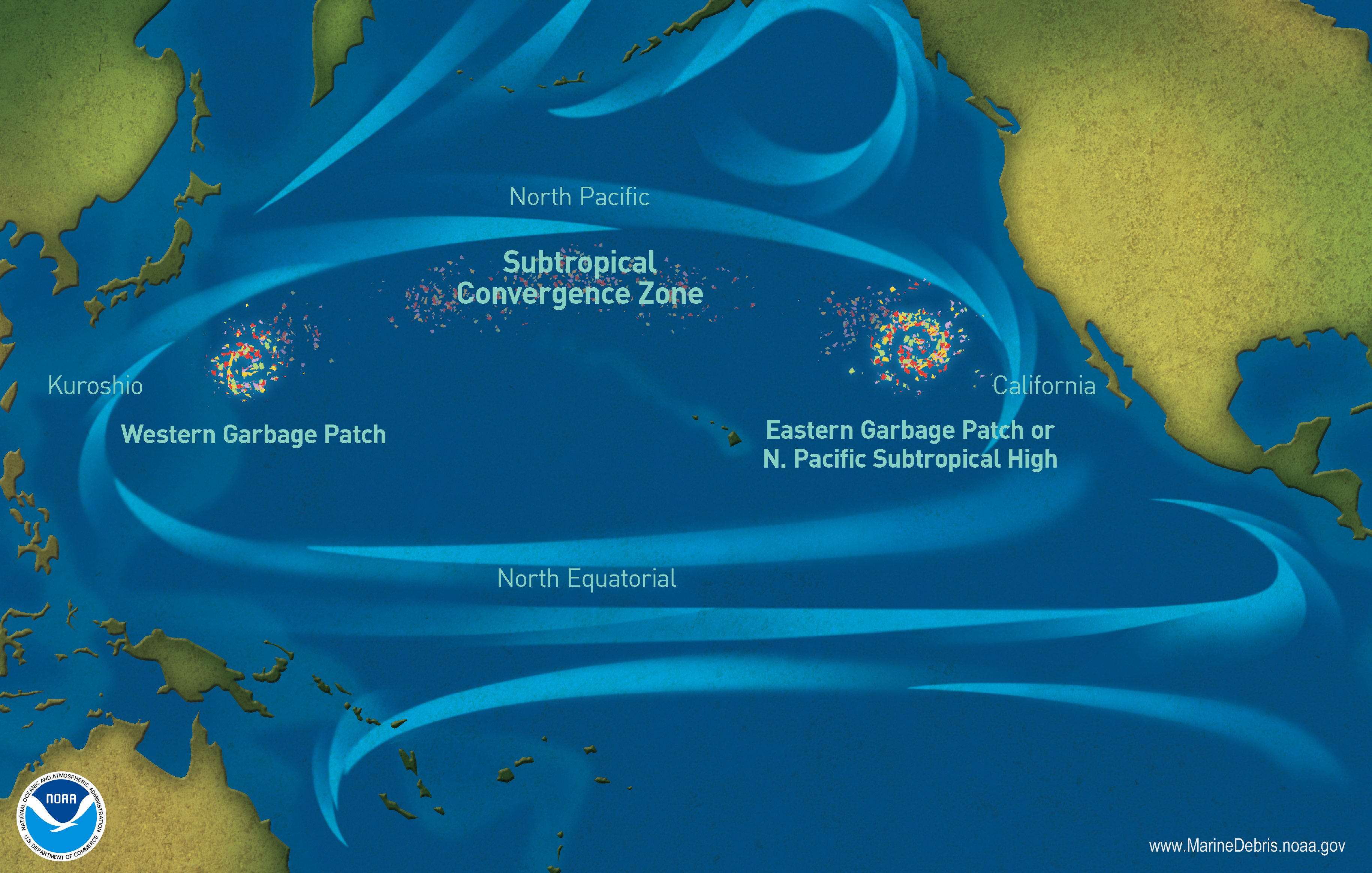
太平洋大垃圾带

数据显示，截至2012年，美国一国的资源消耗量就占据全球总量的30%。若全球人口均以美国的消费速率生活，那么需要3到5个地球的资源，才能维持这样的生活模式。当前，全球资源正以惊人的速度消耗，约三分之一的资源已濒临枯竭。随着发展中国家消费市场快速崛起，且这些国家人口在世界总人口中占比极高，未来全球资源消耗总量还将持续攀升。
塞拉俱乐部的戴夫·蒂尔福德指出：“美国人口不足全球的5%，却消耗了世界三分之一的纸张、四分之一的石油、23%的煤炭、27%的铝以及19%的铜。”据BBC报道，世界银行的研究表明，美国人均每年产生16.5吨二氧化碳，而埃塞俄比亚居民人均每年仅产生0.1吨温室气体，二者差距悬殊 。这种巨大的资源消耗与碳排放差异，凸显了全球资源分配与消费模式的不均衡性。
2021年，《保护科学前沿》刊发的一项研究预测，受财富积累与人口增长因素驱动，全球总消费规模在未来一段时间内仍将延续增长态势，甚至可能长期持续。研究人员指出，在不出现极端且前所未有的人类死亡率激增的情况下，人口数量增长及其引发的过度消费问题难以避免，这一趋势无论是从伦理层面还是现实角度，都构成严峻挑战。不过研究也表明，通过落实人权政策以降低生育率，并对现有消费模式进行调整优化，或许能够在一定程度上缓解过度消费带来的负面效应 。

### 对健康的影响
柳叶刀委员会的报告也得出了类似结论。专家们指出，长久以来，营养不良与肥胖问题常被视作卡路里摄入不足与过剩的两极表现。但事实上，二者皆源于同一不健康、不公平的食品体系，该体系背后的政治经济学只聚焦经济增长，却对健康损害与公平缺失等负面后果视而不见。这种情况，与气候变化问题中追逐利润和权力而忽视危害的本质如出一辙。肥胖问题并非现代独有，早在古罗马时期，过度饮食与缺乏劳作引发的肥胖就已成为医学关注的问题，并随着历史发展影响范围不断扩大。数据显示，截至2012年，肥胖导致的死亡率已是饥饿致死率的三倍；到2017年，这一数字攀升至每年280万人。
食品的过度消耗引发了肥胖、代谢疾病等一系列广泛的健康危机，与之相似，化石燃料的过度使用也给人类健康和生态环境带来了同样严重的威胁。这两类过度消费现象，本质上都根源于一种片面追求经济增长和短期利益，却忽视长期可持续发展的经济模式。工业化食品体系的扩张推动肥胖率节节攀升，而对化石燃料（特别是煤炭）的无节制开采与燃烧，则加剧了全球空气污染、加速了气候变化进程，极大地提升了公共卫生风险。两种过度消费问题相互交织，共同敲响了人类社会可持续发展的警钟。
化石燃料的过度消耗，特别是煤炭的大量使用，对生态环境与人类健康造成了多维度的深刻冲击。煤炭等化石燃料在燃烧过程中，会释放出二氧化硫（SO₂）、氮氧化物（NOₓ）、颗粒物（PM）以及二氧化碳（CO₂）等多种有害污染物。这些污染物不仅引发酸雨、雾霾等区域性环境灾害，更是驱动全球气候变暖的关键因素，同时还严重威胁着公众健康安全。
其中，细颗粒物（PM2.5）作为化石燃料燃烧的主要产物之一，其长期暴露会显著提升呼吸系统疾病、心血管疾病的患病风险，甚至导致过早死亡。2021年的一项研究指出，因化石燃料燃烧引发的空气污染，每年在全球范围内造成超过1000万人过早离世。燃煤发电厂作为主要污染源，其排放的有毒物质对周边居民健康形成持续威胁。研究显示，居住在燃煤电厂周边的人群，哮喘、肺部疾病等发病率明显高于其他地区。而在煤炭开采与石油炼化一线，从业者面临的职业健康风险更为严峻。长期接触粉尘与有害化学物质，使矿工易患黑肺病、矽肺等不可逆的呼吸系统疾病，以及间皮瘤、癌症等恶性病症；此外，作业现场还存在工业火灾、爆炸等突发安全隐患 。这些问题共同揭示了化石燃料过度消耗带来的系统性危害。

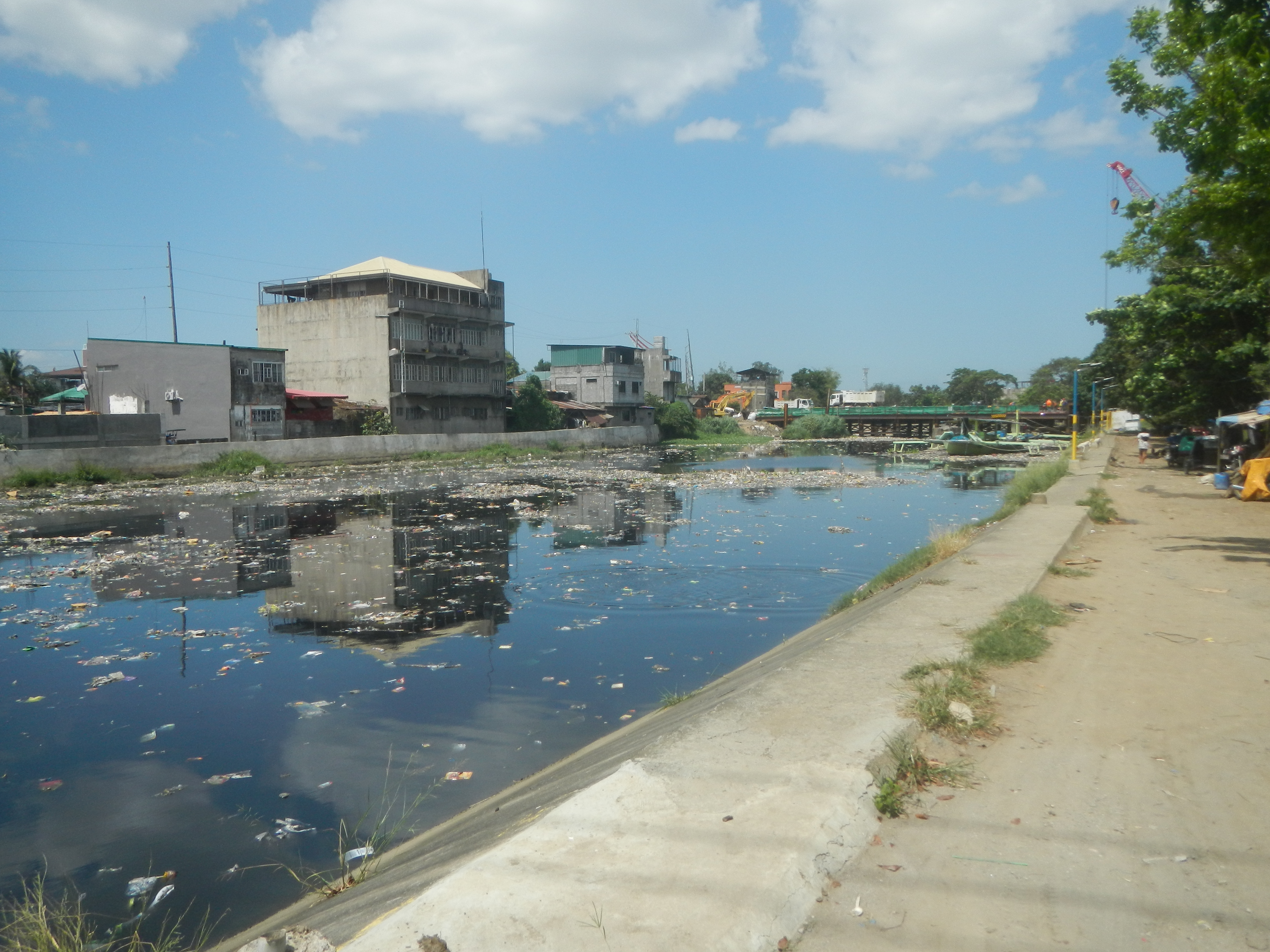
马里劳河的塑料污染

在中国，煤炭的大规模使用曾致使空气污染问题日益严峻。尽管如此，过去一段时间内，中国的燃煤发电装机容量仍呈现快速增长态势。由此衍生出一系列棘手的公共卫生难题。长期依赖燃煤发电，与民众呼吸系统疾病高发及过早死亡案例增多存在显著关联。为有效应对化石燃料过度消耗给健康带来的负面影响，亟需多管齐下：加速向清洁能源转型，构建更绿色低碳的能源体系；推行更为严苛的污染物排放监管标准，严控污染源头；同时大力倡导并践行可持续发展理念，逐步降低经济社会发展对化石能源的依赖程度。

### 全球估计
2010年，国际资源小组发布了首份关于消费与生产影响的全球科学评估报告。该研究揭示，生态系统健康受损、人类健康威胁以及资源枯竭，是其中最为关键的影响因素。从生产维度分析，研究指出化石燃料燃烧、农业生产以及渔业活动所产生的影响尤为突出；而从最终消费视角来看，家庭在出行、住房、食品采购及能源使用产品等方面的消费，是导致消费全生命周期影响的主要因素。
此外，依据政府间气候变化专门委员会（IPCC）第五次评估报告显示，若维持现行政策不变，预计到2100年，人类消费量将达到2010年的七倍之多。

## 足迹
过度消费与生态足迹的概念存在着千丝万缕的联系。生态足迹作为“衡量人类对生物圈资源需求的核算框架”，直观展现了人类活动对自然资源的索取程度。以中美两国对比为例，当下中国人均生态足迹约为美国的一半，但由于中国人口规模超美国四倍有余，一旦中国达到美国的发展水平，据测算，全球消费率或将提升至当前的两倍。为更全面地剖析国家碳足迹，学界衍生出多种评估指标。其一为碳强度，用于追踪每单位GDP所产生的二氧化碳排放量。数据显示，2018年中国碳强度为0.37公斤，美国则为0.25公斤。其二是基于消费的排放指标，该指标突破传统视角，将碳排放责任追溯至产品消费国，而非单纯依据生产国统计。在这一体系下，中国碳排放占比达25%，高于美国的16% 。
随着全球化进程推进与现代化发展，西方消费文化逐渐渗透至中国、印度等国家，以肉类为主导的饮食结构正逐步取代传统的植物性饮食模式。目前，全球70多亿人口每年消耗的陆生及水生动物数量在166亿至2000多亿只之间 。2018年《科学》杂志发表的研究指出，受人口增长与经济发展带来的富裕程度提升影响，未来肉类消费量预计将显著增加，这不仅会导致温室气体排放量上升，还会进一步加剧生物多样性的减少 。同年《自然》杂志的一项研究也表明，若想实现农业可持续性提升90%的目标，减少肉类消费将是关键举措 。
为应对气候变化，有观点主张较发达的消费主义国家，作为全球主要碳排放体，应承担“气候债务”的偿还责任。具体而言，这些国家需深入评估基于地理与政治边界的合理温室气体排放阈值，并实施严格的排放限制措施。同时，还应通过金融援助、产业扶持以及环境治理技术输出等方式，助力受气候变化影响严重的欠发达国家。
一项于2022年开展的气候调查数据显示，56%的受访者对碳预算制度表示支持，该制度旨在遏制对气候破坏最严重的消费行为；值得注意的是，在30岁以下群体中，这一支持比例高达62% 。

## 对策
应对过度消费问题，最直接的思路在于减缓资源消耗的速度。然而，从资本主义经济视角出发，单纯削减消费往往会对经济发展造成冲击。因此，各国需要探索平衡之道：既要适度控制消费增长，又要为可再生能源、回收技术等新兴产业创造发展空间，借此分散经济压力，实现经济结构的优化升级。也有观点认为，在特定情境下，消费的合理减少反而能够为经济与社会发展带来积极效益。这些观点强调，为适应当下及未来发展需求，有必要推动全球经济模式的根本性变革。围绕遏制过度消费形成的一系列理念、运动及生活方式选择，涵盖了反消费主义、自由意志主义、绿色经济学、生态经济学、去增长理论，以及倡导节俭、降档生活、简单生活、极简主义、慢生活等实践方式，它们共同为可持续发展提供多元路径。
不少观点认为，这些运动的终极指向是构建稳态经济，在这一经济形态下，消费率既能保障人类健康，又能维护生态环境平衡 。
当下，众多草根运动正积极探索创新路径以削减商品消费量。以Freecycle网络为例，该平台汇聚了社区中愿意以物易物或用物品交换服务的人群，开创了节俭消费的新模式，实现了交换双方的互利共赢 。
此外，时代精神运动等研究团体与社会运动，致力于推动全新的社会经济模式变革。其核心策略包括通过优化结构提升效率、促进协作生产本地化，以及强化资源共享、增加产品模块化设计、提升可持续性与完善产品设计等，旨在从根源上降低资源消耗 。这些探索还倡导消费者借助市场影响力，促使企业向更可持续的生产模式转型，推出更环保的产品。
减缓人口增长是减少消费的另一重要路径，而提升全球计划生育服务水平则是关键举措。在发展中国家，超2亿女性仍面临着计划生育服务获取不足的困境。此外，增强这些国家的妇女权能，同样有助于推动家庭规模缩小。
要实现资源消耗的有效降低，根本在于扭转以自我为中心、过度追求消费的价值取向，转而树立亲社会价值观。这种价值观能够激发人们主动约束消费行为，助力实现环境可持续发展，进而推动全社会接纳并落实旨在控制消费水平的经济与社会政策。
正念消费倡导个人将消费行为与更宏大的社会、环境目标相结合，以此克制过度占有与重复消费冲动。通过强调消费行为对社会福祉的影响，能够更好地凸显消费的可持续性意义，从而有效抑制过度消费现象。

## 外部參考
1. ↑  Diamond, Jared: (2008 January 2). "What's You're Consumption Factor?" （页面存档备份，存于） The New York Times
2. ↑  饶, 智航. . Statistics and Application. 2023, 12 (06)  [2025-06-12]. ISSN 2325-2251. doi:10.12677/sa.2023.126154.
3. ↑  . sentence.yourdictionary.com.   [2025-06-12].
4. ↑  . www.merriam-webster.com. 2025-06-09  [2025-06-12] （英语）.
5. ↑  明明, 刘. . 经济学刊. 2025-04-28, 1 (1)  [2025-06-12]. ISSN 3080-0404. doi:10.62662/jjxk0101003.
6. ↑  Joshua, John, Joshua, John , 编, , Springer International Publishing: 67–73, 2017  [2025-06-12], ISBN 978-3-319-62536-2, doi:10.1007/978-3-319-62536-2_9 （英语）
7. ↑  Ceballos, Gerardo; Ehrlich, Paul R.; Dirzo, Rodolfo. . Proceedings of the National Academy of Sciences of the United States of America. 2017-07-25, 114 (30)  [2025-06-12]. ISSN 1091-6490. PMC 5544311 . PMID 28696295. doi:10.1073/pnas.1704949114.
8. ↑  Ceballos, Gerardo; Ehrlich, Paul R.; Dirzo, Rodolfo. . Proceedings of the National Academy of Sciences of the United States of America. 2017-07-25, 114 (30)  [2025-06-12]. ISSN 1091-6490. PMC 5544311 . PMID 28696295. doi:10.1073/pnas.1704949114.
9. ↑  Bradshaw, Corey J. A.; Ehrlich, Paul R.; Beattie, Andrew; Ceballos, Gerardo; Crist, Eileen; Diamond, Joan; Dirzo, Rodolfo; Ehrlich, Anne H.; Harte, John; Harte, Mary Ellen; Pyke, Graham H. . Frontiers in Conservation Science. 2021-10-04, 2  [2025-06-12]. ISSN 2673-611X. doi:10.3389/fcosc.2021.700869 （English）.
10. ↑  United Nations Environment Programme. . Erscheinungsort nicht ermittelbar: United Nations. 2021. ISBN 978-92-807-3837-7.
11. ↑  . NTU Philosophical Review. 2010, (40)  [2025-06-12]. ISSN 1015-8995. doi:10.5840/ntuphilreview2010403.
12. ↑  . Statista Daily Data. 2020-07-14  [2025-06-12] （英语）.
13. ↑  杨屹; Yi, YANG; 胡蝶; Die, HU. . 自然资源学报. 2018, 33 (7)  [2025-06-12]. ISSN 1000-3037. doi:10.31497/zrzyxb.20170658.
14. ↑  唐, 成祥. . 农业科学. 2019-10-31, 2 (5)  [2025-06-12]. ISSN 2630-4678. doi:10.32629/as.v2i5.1667.
15. ↑  Renner, Michael; Worldwatch Institute. . Internet Archive. New York : W.W. Norton. 2005. ISBN 978-0-393-32666-6.
16. ↑  Carrington, Damian; editor, Damian Carrington Environment. . The Guardian. 2019-11-05  [2025-06-12]. ISSN 0261-3077 （英国英语）.
17. ↑  Ripple, William J; Wolf, Christopher; Newsome, Thomas M; Barnard, Phoebe; Moomaw, William R. . BioScience. 2020-01-01, 70 (1)  [2025-06-12]. ISSN 0006-3568. doi:10.1093/biosci/biz088.
18. ↑  . www.science.org.   [2025-06-12] （英语）.
19. ↑  鲁琦玮; 李新宇. . 地质研究与环境保护. 2025, 4 (2)  [2025-06-12]. ISSN 2811-0595. doi:10.37155/2811-0595-0402-34.
20. ↑  姚瀚申. . 环球资源与环境进展. 2024-10-10  [2025-06-12]. ISSN 3060-9313. doi:10.62836/environment.v1i1.141.
21. ↑  . ResearchGate.   [2025-06-12]. （原始内容存档于2025-06-07） （英语）.
22. ↑  任, 俊仙. . 经济学. 2020-08-31, 3 (4)  [2025-06-12]. ISSN 2630-4759. doi:10.32629/ej.v3i4.508.
23. ↑  胡泽民. . 人文与社会科学学刊. 2025-05-02, 1 (4)  [2025-06-12]. ISSN 3079-4560. doi:10.70693/rwsk.v1i4.843.
24. ↑  . Washington, D.C.: International Monetary Fund. 2024-10. ISBN 979-8-4002-9217-0.
25. ↑  温, 水俊; 谢, 元态. . 财经与管理. 2020-10-09, 4 (9)  [2025-06-12]. ISSN 2529-7848. doi:10.26549/cjygl.v4i9.4349 （英语）.
26. ↑  Waheeduzzaman, A. N. M. . Journal of Global Marketing. 2011-04-14, 24 (2)  [2025-06-12]. ISSN 0891-1762. doi:10.1080/08911762.2011.558812.
27. ↑  Waheeduzzaman, A. N. M. . Journal of Global Marketing. 2011-04-14, 24 (2)  [2025-06-12]. ISSN 0891-1762. doi:10.1080/08911762.2011.558812.
28. ↑  Harvey, David A. . Oxford: Oxford University Press. 2005. ISBN 978-0-19-928326-2.
29. ↑  Fürst, Juliane. . Silvio Pons, Mark Selden 1st ed. Cambridge: Cambridge University Press. 2017. ISBN 978-1-316-47182-1.
30. ↑  . datatopics.worldbank.org.   [2025-06-12].
31. ↑  . International Business Degree Guide.   [2025-06-12] （美国英语）.
32. ↑   (报告). FAO. 2024-03-15.
33. ↑  . www.sciencedirect.com.   [2025-06-12].
34. ↑  . İşletme Araştırmaları Dergisi. 2024, 16 (1)  [2025-06-12]. ISSN 1309-0712 （English）.
35. ↑  Wiedmann, Thomas; Lenzen, Manfred; Keyßer, Lorenz T.; Steinberger, Julia K. . Nature Communications. 2020-06-19, 11 (1)  [2025-06-12]. ISSN 2041-1723. PMC 7305220 . PMID 32561753. doi:10.1038/s41467-020-16941-y.
36. ↑  Wales, University of New South. . phys.org.   [2025-06-12] （英语）.
37. ↑  姚瀚申. . 环球资源与环境进展. 2024-10-10  [2025-06-12]. ISSN 3060-9313. doi:10.62836/environment.v1i1.141.
38. ↑  林倚, 李. . Academic Frontiers Publishing Group. 2024-11-30, 1 (4)  [2025-06-12]. ISSN 3022-6333. doi:10.62989/jes2024.1.4.4.
39. ↑  任, 俊仙. . 经济学. 2020-08-31, 3 (4)  [2025-06-12]. ISSN 2630-4759. doi:10.32629/ej.v3i4.508.
40. ↑  , United Nations: 99–99, 2017-10-30  [2025-06-12], ISBN 978-92-1-358877-2
41. ↑  . 2020-7-21.
42. ↑  Bologna, Mauro; Aquino, Gerardo. . Scientific Reports. 2020-05-06, 10 (1)  [2025-06-12]. ISSN 2045-2322. PMC 7203172 . PMID 32376879. doi:10.1038/s41598-020-63657-6.
43. ↑  . VICE. 2020-07-28  [2025-06-12] （美国英语）.
44. ↑  Vidal, John; editor, environment. . The Guardian. 2012-04-25  [2025-06-12]. ISSN 0261-3077 （英国英语）.
45. ↑  . search.worldcat.org.   [2025-06-12] （中文（中国大陆））.
46. ↑  Smith, R. . British Medical Journal. 1993-05-15, 306 (6888)  [2025-06-12]. ISSN 0959-8138. PMID 8518566. doi:10.1136/bmj.306.6888.1285 （英语）.
47. ↑  . www.youtube.com.   [2025-06-12]. （原始内容存档于2010-02-25） （英语）.
48. ↑  . Scientific American.   [2025-06-12] （英语）.
49. ↑  . Scientific American.   [2025-06-12] （英语）.
50. ↑  Bradshaw, Corey J. A.; Ehrlich, Paul R.; Beattie, Andrew; Ceballos, Gerardo; Crist, Eileen; Diamond, Joan; Dirzo, Rodolfo; Ehrlich, Anne H.; Harte, John; Harte, Mary Ellen; Pyke, Graham. . Frontiers in Conservation Science. 2021-01-13, 1  [2025-06-12]. ISSN 2673-611X. doi:10.3389/fcosc.2020.615419 （English）.
51. ↑  Rosane, Olivia. . EcoWatch. 2019-01-29  [2025-06-12] （美国英语）.
52. ↑  Haslam, D. . Obesity Reviews. 2007, 8 (s1)  [2025-06-12]. ISSN 1467-789X. doi:10.1111/j.1467-789X.2007.00314.x （英语）.
53. ↑  . The Telegraph. 2012-12-13  [2025-06-12] （英语）.
54. ↑  . www.who.int.   [2025-06-12] （英语）.
55. ↑  Swinburn, Boyd A.; Kraak, Vivica I.; Allender, Steven; Atkins, Vincent J.; Baker, Phillip I.; Bogard, Jessica R.; Brinsden, Hannah; Calvillo, Alejandro; De Schutter, Olivier; Devarajan, Raji; Ezzati, Majid. . Lancet (London, England). 2019-02-23, 393 (10173)  [2025-06-12]. ISSN 1474-547X. PMID 30700377. doi:10.1016/S0140-6736(18)32822-8.
56. ↑  蒋正飞; 汤欣源. . 地质研究与环境保护. 2024, 3 (3)  [2025-06-12]. ISSN 2811-0595. doi:10.37155/2811-0595-0303-8.
57. ↑  . www.eia.gov.   [2025-06-12].
58. ↑  . www.eesi.org.   [2025-06-12].
59. ↑  . www.ucs.org.   [2025-06-12] （英语）.
60. ↑  . The Fossil Fuel Non-Proliferation Treaty Initiative.   [2025-06-12] （美国英语）.
61. ↑  You, C. F.; Xu, X. C. . Energy. Energy and Its Sustainable Development for China. 2010-11-01, 35 (11)  [2025-06-12]. ISSN 0360-5442. doi:10.1016/j.energy.2009.04.019.
62. ↑  . www.eesi.org.   [2025-06-12].
63. ↑  Environment, U. N. . www.unep.org.   [2025-06-12] （英语）.
64. ↑  , United Nations: 536–553, 2021-09-03  [2025-06-12], ISBN 978-92-1-604010-9
65. ↑  Diamond, Jared. . The New York Times. 2008-01-02  [2025-06-12]. ISSN 0362-4331 （美国英语）.
66. ↑  . 2019. ISBN 978-1-6914-9024-0.
67. ↑  Benatar, David, Hannan, Sarah; Brennan, Samantha , 编, , Oxford University Press: 0, 2015-09-01  [2025-06-12], ISBN 978-0-19-937811-1
68. ↑  Best, Steven. . SpringerLink. 2014  [2025-06-12]. doi:10.1057/9781137440723 （英语）.
69. ↑  Godfray, H. Charles J.; Aveyard, Paul; Garnett, Tara; Hall, Jim W.; Key, Timothy J.; Lorimer, Jamie; Pierrehumbert, Ray T.; Scarborough, Peter; Springmann, Marco; Jebb, Susan A. . Science. 2018-07-20, 361 (6399)  [2025-06-12]. doi:10.1126/science.aam5324.
70. ↑  Devlin, Hannah; correspondent, Hannah Devlin Science. . The Guardian. 2018-07-19  [2025-06-12]. ISSN 0261-3077 （英国英语）.
71. ↑  M., Springmann,; M., Clark,; D., Mason-D'Croz,; K., Wiebe,; Leon, Bodirsky, Benjamin; L., Lassaletta,; W., de Vries,; J., Vermeulen, S.; M., Herrero,; M., Carlson, K.; M., Jonell,. . Nature. 2018, 562 (7728)  [2025-06-12]. doi:10.1038/s41586-018-0594-0.
72. ↑  Bunin, A. J.; Jakovlev, A. A.; Jermakova, V. N.; Konde, L. A. . Klinische Monatsblatter Fur Augenheilkunde. 1975-10, 167 (4)  [2025-06-12]. ISSN 0023-2165. PMID 1573.
73. ↑  . www.eib.org.   [2025-06-12] （英语）.
74. ↑  Antje. . The Commons. 2024-01-23  [2025-06-12] （澳大利亚英语）.
75. ↑  Antje. . The Commons. 2024-01-31  [2025-06-12] （澳大利亚英语）.
76. ↑  陈, 培雄. . 财经与管理. 2020-07-03, 4 (6)  [2025-06-12]. ISSN 2529-7848. doi:10.26549/cjygl.v4i6.4380.
77. ↑  . www.freecycle.org.   [2025-06-12].
78. ↑  . The Zeitgeist Movement.   [2025-06-12] （美国英语）.
79. ↑  Derraik, José G. B. . Marine Pollution Bulletin. 2002-09-01, 44 (9)  [2025-06-12]. ISSN 0025-326X. doi:10.1016/S0025-326X(02)00220-5.
80. ↑  . www.guttmacher.org. 2017-07-20  [2025-06-12] （英语）.
81. ↑  Brown, Paul M; Cameron, Linda D. . Ecological Economics. 2000-01-01, 32 (1)  [2025-06-12]. ISSN 0921-8009. doi:10.1016/S0921-8009(99)00093-2.
82. ↑  Trabandt, Melanie; Lasarov, Wassili; Mai, Robert; Hoffmann, Stefan. . Psychology & Marketing.   [2025-06-12]. ISSN 1520-6793. doi:10.1002/mar.22218 （英语）.

## 外部連結
- United States energy consumption/production profile （页面存档备份，存于） at NationMaster
- Fifty Possible Ways to Challenge Over-Commercialism （页面存档备份，存于） by Albert J. Fritsch, SJ, PhD
- UN Division for Sustainable Development, Agenda 21, Chapter 4 - "Changing Consumption Patterns" （页面存档备份，存于）